# کونستانتین دوبروین
کونستانتین دوبروین (به انگلیسی: Konstantin Dubrovin) (زادهٔ ۴ ژانویهٔ ۱۹۷۷) شناگر اهل اوکراین / آلمان است.